# Lekarz Wojskowy
Lekarz Wojskowy – czasopismo medyczne Wojska Polskiego.
„Lekarz Wojskowy” po raz pierwszy ukazał się w styczniu 1920. Pierwszym redaktorem naczelnym został płk lek. Jan Koelichen. Wydawcą pisma była Wojskowa Rada Sanitarna, a następnie Departament Zdrowia Ministerstwa Spraw Wojskowych. W czasie II wojny światowej ukazywało się w Edynburgu staraniem Towarzystwa Naukowego Lekarzy WP w Wielkiej Brytanii. W 1945, w ludowym Wojsku Polskim wznowiono wydawanie pisma.
Przed wojną Redakcja Lekarza Wojskowego mieściła się w Warszawie przy ulicy Górnośląskiej 45, a jej skład tworzyło trzech oficerów służby zdrowia:
- ppłk lek. Stanisław Konopka – redaktor
- ppor. lek. Jerzy Ejmont – sekretarz
- kpt. san. Cyprian Głowiński – kierownik administracyjny

W zależności od okresu wydawania pismo był tygodnikiem, dwutygodnikiem, miesięcznik i dwumiesięcznikiem.

## Skład komitetu redakcyjnego w 1997
- przewodniczący komitetu redakcyjnego
- zastępca przewodniczącego komitetu redakcyjnego
- redaktor naczelny
- redaktor techniczny
- członkowie komitetu redakcyjnego

Przy komitecie redakcyjnym funkcjonuje rada konsultantów.
Artykuły publikowane w „Lekarzu Wojskowym” mają charakter dyskusyjny i odzwierciedlają poglądy autorów na omawiane zagadnienia.